# Messua tridentata
Messua tridentata är en spindelart som först beskrevs av Pickard-Cambridge F. 1901.  Messua tridentata ingår i släktet Messua och familjen hoppspindlar. Inga underarter finns listade i Catalogue of Life.